# Проспер Таррагонский
Про́спер (лат. Prosperus, исп. Próspero, кат. Pròsper; вторая половина VII века — первая половина VIII века, Камольи, Лангобардское королевство) — архиепископ Таррагоны (711—713/718); местночтимый католический святой (дни памяти — 18 мая и 2 сентября).

## Биография
О происхождении и ранних годах жизни святого Проспера сведений в исторических источниках не сохранилось. Предполагается, что в 711 году он получил сан главы Таррагонской архиепархии. Его предшественником на архиепископской кафедре был Вера, последнее упоминание о котором датировано 691 годом.
Вскоре после получения Проспером архиепископского сана произошло арабское вторжение на Пиренейский полуостров. В 711 году войско Омейядского халифата под командованием Тарика ибн Зияда в битве при Гвадалете разгромило войско короля Родериха. В течение следующих нескольких лет мавры захватили бо́льшую часть Вестготского королевства. Многие испанские города были взяты завоевателями и разграблены. Среди них была и Таррагона, разорённая арабами в 713 или в 718 году.
В церковных преданиях сообщается, что в преддверии взятия Таррагоны маврами архиепископ Проспер бежал из города с несколькими священниками (Юстином, Прокопием, Пантелеймоном, Марциаллом и Георгием). Вместе с собой беглецы увезли наиболее ценные реликвии Таррагонской архиепархии, в том числе, мощи Фруктуоза, Авгурия и Евлогия. Проспер и его спутники нашли убежище на Апеннинском полуострове: отплыв на корабле из Таррагоны, они сначала прибыли в Кальяри на острове Сардиния, потом в Пизу, а затем высадились на лигурийском побережье. Здесь таррагонский архиепископ на холме Каподимонте (вблизи селения Камольи) основал монастырь, посвятив его святому Фруктуозу. Ещё при жизни заслужив у италийцев славу своим благочестием, Проспер скончался в основанной им обители. Дата его смерти точно не известна. В некоторых агиографических источниках это событие датируется 713 или 718 годом. Однако эти свидетельства, вероятно, ошибочны: предполагается, что этими годами должно датироваться бегство Поспера из Таррагоны. По приказу короля лангобардов Лиутпранда тело Проспера было похоронено в одной из церквей Реджо, а в 997 году перенесено в монастырь на окраине этого города.
Святой Проспер — последний архиепископ Таррагоны до завоевания Испании маврами. Несмотря на несколько попыток восстановить архиепископскую кафедру в Таррагоне, предпринятых в X веке (например, Цезарием Монсерратским и Ато Викским), местная архиепархия была восстановлена только в конце XI века после отвоевания города христианами.
В средневековье не упоминается о почитании Проспера как святого. Однако в 1854 году папа римский Пий IX объявил таррагонского архиепископа святым, установив празднование дня его памяти в Камольи 2 сентября. Соответствующая запись была внесена в «Римский мартиролог», однако в нём годы жизни Проспера были отнесены к рубежу IV и V веков. Вероятно, здесь были ошибочно соединены две церковных легенды, бытовавшие в Камольи: одна — о реально существовавшем таррагонском архиепископе Проспере, прибывшем в Италию в 710-е годы, другая — о легендарном одноимённом епископе Таррагоны, якобы бежавшем из Испании от притеснений вандалов и скончавшемся 24 ноября 409 года. В последних же редакциях «Римского мартиролога» упоминание о Проспере Таррагонском вообще отсутствует. В настоящее время Проспер почитается как местночтимый святой как в Камольи (день памяти — 2 сентября), так и в Таррагоне (день памяти — 18 мая; здесь поминовение святого было введено буллой папы римского Иоанна XXIII). В иконографии атрибутами святого Проспера Таррагонского являются архиепископский посох в его правой руке и корабль в левой руке.
Мощи святых, привезённых испанскими беглецами в Италию, хранятся в кафедральном соборе Вероны. Здесь же находится и служебник (Còdex de Verona), созданный в Испании около 700 года и вывезенный из Таррагоны архиепископом Проспером.